# Latronquière
Latronquière ist eine französische Gemeinde mit 429 Einwohnern (Stand 1. Januar 2022) im Département Lot in der Region Okzitanien (vor 2016: Midi-Pyrénées). Sie gehört zum Arrondissement Figeac und zum Kanton Lacapelle-Marival.

## Geographie
Latronquière liegt etwa 28 Kilometer westsüdwestlich von Aurillac und etwa 17 Kilometer nordnordöstlich von Figeac. Das Gemeindegebiet wird im Norden vom Fluss Tolerme tangiert. Umgeben wird Latronquière von den Nachbargemeinden Sénaillac-Latronquière im Norden, Labastide-du-Haut-Mont im Nordosten, Lauresses im Osten und Südosten, Gorses im Süden und Westen.

## Bevölkerungsentwicklung
| Jahr                       | 1962 | 1968 | 1975 | 1982 | 1990 | 1999 | 2006 | 2018 |
| Einwohner                  | 545  | 597  | 636  | 617  | 555  | 538  | 542  | 432  |
| Quellen: Cassini und INSEE |      |      |      |      |      |      |      |      |

## Sehenswürdigkeiten

Kirche Saint-Jean-Baptiste

- Kirche Saint-Jean-Baptiste